# Мишен-Вьехо
Мишен-Вьехо (англ. Mission Viejo) — город, расположенный в южной части округа Ориндж американского штата Калифорния. Является одним из крупнейших «плановых городов», построенных когда-либо в Соединённых штатах. Площадь города составляет 46,939 квадратных километра, из них 1 км² занимают водные поверхности. В 2011 году население города составляло 93483 человека.

## История
Мишен-Вьехо в годы американо-мексиканской войны поставлял свежих лошадей военным силам Соединённых штатов.
Холмистая местность в районе нынешнего города использовалась для выпаса крупного рогатого скота и овец. Ввиду сложности урбанизации местности строительство города долгое время признавалось невозможным. В 1960 году земли, на которых расположен современный Мишен-Вьехо, были признаны непригодными для застройки, но к 1980 году градостроитель Дональд Брен завершил создание генерального плана города, который, как он считал, можно будет выстроить на этой территории. Первые дома здесь были построены чуть раньше, в конце 1970-х годов.
Большую часть города занимают жилые дома, хотя в его пределах есть ряд офисных зданий и небольшое количество предприятий. Мишен-Вьехо известен своими живописными деревьями в окрестностях. В 2007 году, согласно данным ФБР, город являлся самым безопасным в США. В 2009 году он был признан самым безопасным городом Калифорнии и третьим по безопасности в стране.
По данным прессы является лучшим городом для проживания в штате и среди лучших городов для проживания по всей стране. Жители города в практически не затронуты преступностью. В городе насчитывалось 78 насильственных преступлений на каждые 100 000 жителей в 2016 году, что намного меньше, чем 386 случаев на 100 000 жителей по всей стране.

## Демография
Согласно переписи 2010 года численность населения города составляла 93305 человека. Плотность населения 1987,8 чел/км². Расовый состав: 79,8 % белые, 9,1 % азиаты, 1,3 % чернокожие, 0,4 % коренных американцев, 0,2 % гавайцев или выходцев с островов Океании, 4,6 % другие расы, 4,6 % потомки двух и более рас.
В городе на 2010 год 32228 единиц жилья, имеющей среднюю плотность размещения 729,2 на км². Из этого жилья 77,9 % (и соответственно 77,6 % населения) были заняты владельцами, а 22,1 % арендованы (в арендованном жилье жили 21,4 % населения).
По состоянию на 2008 год медианный доход на одно домашнее хозяйство в городе составлял $93330, доход на семью $113439. У мужчин средний доход $74703, а у женщин $53196. Средний доход на душу населения $41459. 1,9 % семей или 4,4 % населения находились ниже порога бедности, в том числе 5,1 % молодёжи младше 18 лет и 6 % взрослых в возрасте старше 65 лет.